# Sidi Damed
Sidi Damed là một đô thị thuộc tỉnh Médéa, Algérie. Dân số thời điểm năm 2002 là 3.784 người.